# Carlos Soley Güell
Carlos Soley Güell (San José, 1 de enero de 1885 - 12 de octubre de 1941) fue un futbolista costarricense que también poseyó la nacionalidad española. Jugaba como defensa. Se destacó por ser el primer costarricense en la historia en jugar en el extranjero. Jugó para el FC Barcelona, el Català Football Club y el Hispania Athletic Club.

## Trayectoria
En el museo del FC Barcelona, un muro recuerda, en orden cronológico, a los extranjeros que vistieron la camiseta blaugrana. Jugadores como Cruyff, Maradona, Romário, Ronaldinho, Neymar y Messi destacan ahí. Mucho más abajo, en el primer peldaño de la lista, figura un solitario apellido junto a una diminuta bandera de Costa Rica: Soley. El costarricense Alejandro Morera  no es el único de su país en haber vestido la camiseta Blaugrana, en 1899, año de la fundación del hoy poderoso Barça otro costarricense defendió los colores de la divisa: Carlos Soley Güell. Lo hizo el 26 de diciembre, cuando el club no tenía ni un mes de fundado. Ese día, el costarricense jugó de portero en el triunfo, 2-1, frente a un equipo de la colonia inglesa radicada en Barcelona. Fue hermano de Tomás Soley Güell,  economista fundador de lo que es hoy el Instituto Nacional de Seguros. El 6 de enero de 1900 ocupó el mediocampo blaugrana en la derrota, 0-3, ante el Colonia Inglesa. Jugó su tercer y último partido el 28 de enero. El Barça ganó, 6-0, al Catalá. Antes de tener su paso por el club Culé tuvo brevemente un paso por su vecino El Català Football Club, incluso se le menciona en una alineación que en 1899 enfrentó al escocés FC Saint Andrew. Sin embargo, según el historiador Angel Iturriaga, en los registros oficiales del FCB únicamente aparece Soley en la alineación de los primeros dos partidos.. 
Para principios de siglo, Soley estudiaba en España, también jugó en el equipo Hispania Athletic Club entre 1901 y también formó parte de la primera directiva en calidad de secretario.

## Ajedrez
En Costa Rica, Carlos Soley Güell también dedicó tiempo al ajedrez. Un informe del Club Sport La Libertad señala que en 1927 participó en el campeonato nacional, cuyas bases ayudó a redactar. Ese año jugó 30 partidas, ganó 18 y perdió 12. Quedó en la sexta posición. Volvió a participar en el campeonato de 1928.